# Stellingwerven

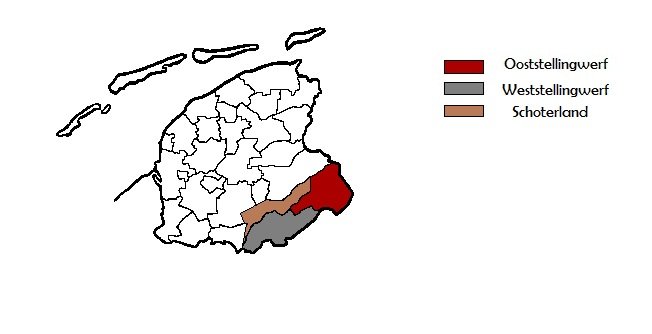
de locatie van Ooststellingwerf en Weststellingwerf

Vlag van de Stellingwerven

De Stellingwerven vormen een gebied in het oosten van Friesland, ten zuidoosten van de rivier de Kuinder (Fries: Tsjonger, Nedersaksisch: Kuunder), dat zich van de rest van de provincie onderscheidt doordat er voorheen deels een  andere taal dan het Fries werd gesproken. Tot de jaren zeventig van de twintigste eeuw werd het Stellingwerfs, een Nedersaksische streektaal, frequent gesproken. Tegenwoordig spreken de jongere generaties het Stellingwerfs duidelijk minder. Hedendaags wordt er naast Stellingwerfs ook Fries gesproken in het gebied. Ooststellingwerf is vanaf de 19e eeuw, ten tijde van de turfwinning, sterk verfriest. In beide gemeenten is de bestuurders- en kerktaal Nederlands in opmars geraakt en is nu de dominante taal in de twee gemeentes. Het Fries en Stellingwerfs volgen op de tweede en derde plek.
Bestuurlijk omvat de Stellingwerven de beide gemeenten Ooststellingwerf en Weststellingwerf. Landschappelijk vormt het met een aantal omliggende gebieden de Friese Wouden. In het grensgebied van Drenthe en Friesland ligt hier het Nationaal Park Drents-Friese Wold.
De belangrijkste plaatsen in de Stellingwerven zijn Wolvega, Oosterwolde, Appelscha, Noordwolde en Haulerwijk.

## Geschiedenis
De naam Stellingwerf wordt voor het eerst vermeld. Werf betekent "plaats waar recht wordt gesproken" en stelling betekent "bestuurder". Stellingwerf werd bestuurd door drie stellingen, die jaarlijks werden gekozen. Eerder hoorde Stellingwerf bij Drenthe en viel het onder het gezag van de bisschop van Utrecht. Waarom Stellingwerf zich losmaakte van Drenthe, en de manier waarop dat gebeurde, is grotendeels onbekend. Drenthe, onderdeel van het Oversticht, en Friesland verkeerden in die dagen regelmatig in oorlog met elkaar, maar of dat de reden voor het uittreden uit Drenthe is geweest blijft onduidelijk. Friesland was rijker dan Drenthe, wat een mogelijke reden voor de overstap zou kunnen zijn.
Oostelijk Stellingwerf maakte voor 1300 deel uit van het westelijk landsdeel van Drenthe. Rond 1300 sloten de oostelijke Stellingwervers zich aan bij de westelijke Stellingwervers die toen deel uitmaakten van de Friese Vrijheid.
In de late middeleeuwen gedroeg Stellingwerf zich als een autonome boerenrepubliek. Zo was er geen ridderwezen, geen grafelijk gezag en geen leenstelsel. Gezamenlijk werd hier door de 'vrije boeren' een eigen rechtspraak en bestuur uitgeoefend. In september 1500 moest Stellingwerf als laatste van de Vrije Friezen in het huidige Friesland zijn autonomie opgeven. Bij Vrije Friezen gaat het hier niet om 'de Friezen' maar om representanten van een politiek en bestuurlijk bestel dat de Friese Vrijheid heette. De Stellingwerven hadden van oudsher als taal het Stellingwerfs wat een streektaal is van het Nedersaksisch. Naar alle waarschijnlijkheid maakten de Stellingwervers ook geen deel uit van de oude Friese stamverbanden.
Het moerasland rond de Kuinder bleef voor de Saksen eeuwenlang een natuurlijke barrière met Friesland. De Stellingwerven zijn een van de armste en minst ontwikkelde gebieden van Friesland. 
Keuterboertjes zoals in Drenthe bepaalden tot in de vorige eeuw het beeld.
In 1504 werd Stellingwerf formeel ingedeeld bij Friesland. In 1517 werd Stellingwerf gesplitst in twee grietenijen: Stellingwerf-Oosteinde, later: Ooststellingwerf, en Stellingwerf-Westeinde, later: Weststellingwerf.

## Griffioen
In het wapen van de Stellingwerven staat de mythische leeuw-vogel: de griffioen. De rode leeuw-vogel impliceert de bewieroking van kracht, snelheid en onverschrokkenheid. 

## Politiek
Politiek was het gebied in de 20e eeuw sterker naar links geneigd dan het landelijk gemiddelde. Afkomstig uit deze streek is Jeltje van Nieuwenhoven van de PvdA. Al eerder kende Nederland een nationaal politicus uit deze streek, namelijk Anne Vondeling uit Appelscha. In de 21e eeuw verschoof de politieke keuze richting VVD en rechts-populistische partijen als PVV en FVD. Namens de VVD was Stellingwerver Halbe Zijlstra in 2018 kortstondig Minister van Buitenlandse Zaken tot hij moest aftreden.

## Landrecht
In 2009 ontdekte de Friese wetenschapper Oebele Vries in het rijksarchief te Arnhem een tot dan toe onbekend afschrift van het Landrecht van Stellingwerf. Het zou hierbij gaan om een vertaling, die gedateerd wordt in de 15e eeuw van een oorspronkelijk in het Latijn opgestelde tekst uit de 14e eeuw. De tekst kan een nieuw licht werpen op de middeleeuwse geschiedenis van de Stellingwerven.